# Општина Спанцов (Калараш)
Спанцов (рум. Spanţov) општина је у Румунији у округу Калараш.
Oпштина се налази на надморској висини од 21 m.